# 가미이즈미촌
가미이즈미촌(神泉村)은 사이타마현 고다마군 북서부에 설치되었던 촌이다. 현재의 가미카와정에 해당한다.
2006년 1월 1일에 가미카와 정과 합병해 새로운 가미카와 정의 일부가 되었기 때문에 소멸했다.

## 역사
- 1889년 4월 1일 - 3개의 촌이 합병해 와카이즈미촌이 설치되었다.
- 1948년 4월 1일 - 야노촌이 고다마군에 이행되었다.
- 1949년 12월 1일 - 와카이즈미촌이 분립해 아구하라촌이 성립하였다.
- 1954년 9월 1일 - 아구하라촌과 야노촌이 합병해 가미이즈미촌이 되었다.
- 2006년 1월 1일 - 가미카와정과 합병해 신 「가미카와정」의 일부가 되었다.